# Sérgio de Vasconcellos Corrêa
Sérgio de Vasconcellos Corrêa (født 16. juli 1934 i São Paulo, Brasilien) er en brasiliansk komponist, professor, lærer, dirigent, pianist, journalist og forfatter.
Corrêa studerede klaver og komposition på Musikkonservatoriet i São Paulo (1953-1956) hos bla. Camargo Guarnieri. Han har skrevet en symfoni, orkesterværker, kammermusik, korværker, to operaer etc. Corrêa studerede også direktion hos bla. Hans Swarovsky fra Wiener Filharmonikerne. Han var lærer og professor på Osvaldo Aranha Vocational Gymnasium (1960-1961), og var journalist på forskellige aviser i Brasilien såsom Folha de S.Paulo, Folha da Tarde og O Estado de S. Paulo, og skrev som skribent for forskellige magasiner og blade. Corrêa har vundet mange priser for sin musik såsom f.eks. "Governor of the State of São Paulo Award" for sin trompetkoncert i (1967). Han er mest kendt i Brasilien, men har også opnået international anerkendelse i lande som USA, Tyskland og Belgien.

## Udvalgte værker
- Symfoni nr. 1 "Anõia" (1998) - for band, bas og slagtøj
- Trompetkoncert (1967) - for trompet og orkester
- Klaverkoncert (1967-1969) - for klaver og orkester
- Koncertante (1969-1970) - for slagtøj og orkester
- Hyldest til Heitor Villa-Lobos (1987) - for klaver og strygeorkester